# Багратионовск
Багратио́новск (до 1946 года Про́йсиш-Эйла́у, нем. Preußisch Eylau) — город в Калининградской области России, административный центр Багратионовского муниципального округа (района). Самый южный из всех городов региона. Расположен в 37 км к югу от областного центра города Калининграда, в 2 км от границы с Польшей (железнодорожный пограничный пункт «Багратионовск»). Железнодорожная станция Багратионовск. Население 6379 чел. (2023).
Пройсиш-Эйлау — прусское Эйлау, город назван прусским, чтобы отличать его от Дойче-Эйлау — немецкого Айлау (ныне город Илава в Польше).

## География
В городе находятся озёра Лангер и Варшкайтерское. По его территории протекают три ручья.
В Багратионовске заканчивается региональная автодорога из Калининграда. Расположен многосторонний автомобильный пункт пропуска через границу. Действовавшее ранее железнодорожное сообщение с польским городом Бартошице прекращено в связи с демонтажом рельсов. По состоянию на 2016 год пригородные поезда ходили не до самого города, а только до остановочного пункта Стрельня-Новая, расположенного в 15 км севернее.

## История

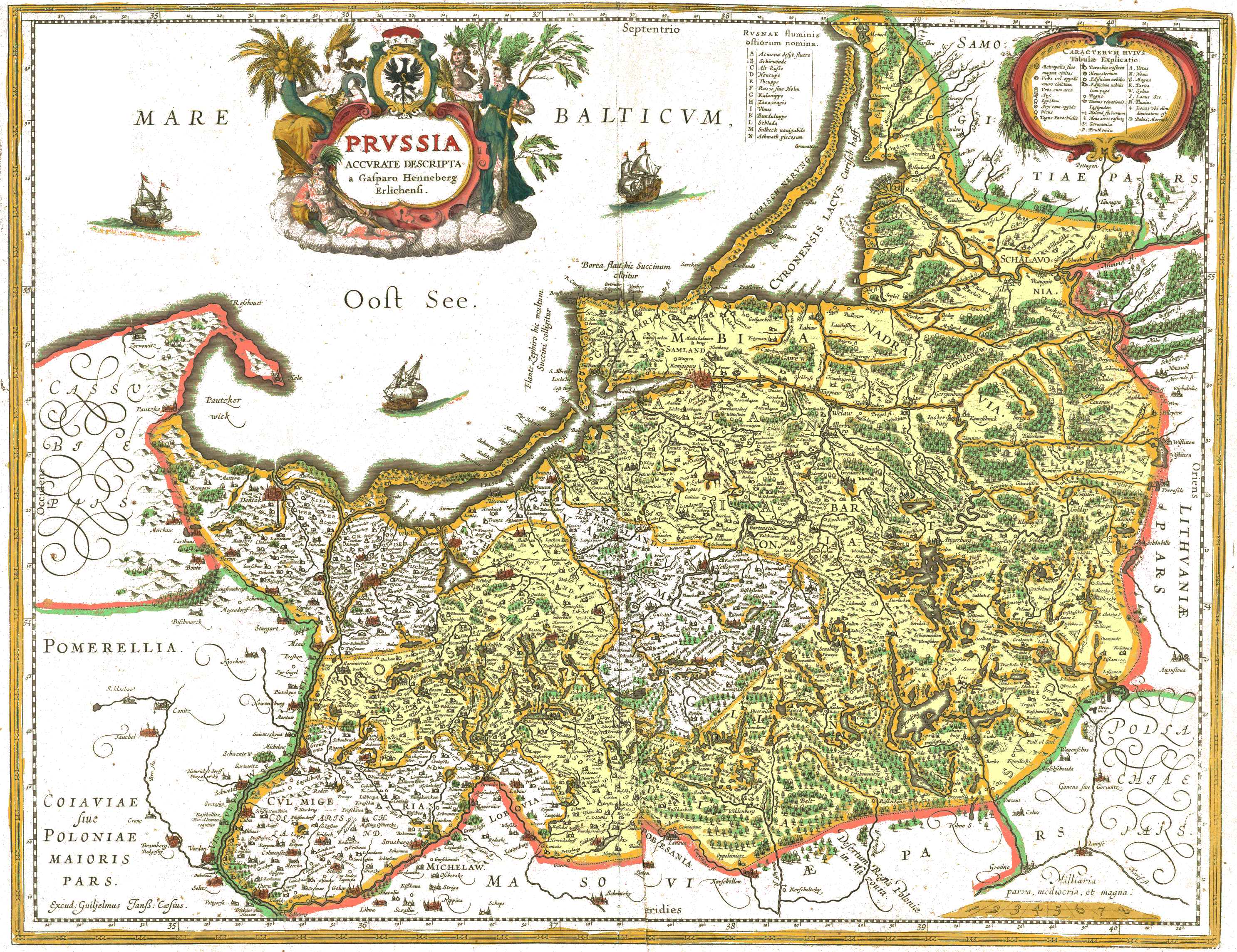
Пройсиш-Эйлау на карте Герцогства Пруссия 1576 года (герцогство выделено жёлтым цветом).

Пройсиш-Эйлау основан как замок, опорный пункт Тевтонского ордена, в 1325 году. Изначально строился из камня и кирпича под руководством строительного мастера Арнольфа фон Ойленштейна, представлял собой четырёхфлигельную конструкцию и имел в плане четырёхугольник 43 × 41 м. С востока к нему примыкал большой форбург. В южном флигеле находилась замковая капелла, атрибут орденского замка. До 1347 года замок Пройсиш-Эйлау был резиденцией орденского флюгера, затем здесь расположилась администрация каммерата.
В 1526 году великий магистр Тевтонского ордена Альбрехт Гогенцоллерн из династии Бранденбургских Гогенцоллернов перешёл в протестантизм, сложил с себя полномочия великого магистра и объявил о секуляризации прусских земель — основной территории, принадлежавшей Тевтонскому ордену. Подобный шаг стал возможен с согласия польского короля и при посредничестве Мартина Лютера, автора этого плана. Новообразованное герцогство Пруссия стало первым протестантским государством в Европе, но продолжало оставаться в вассальной зависимости от католической Польши. После секуляризации Тевтонского ордена замок Пройсиш-Эйлау стал имением.
30 ноября 1585 года регент Пруссии Георг Фридрих даровал поселению у замка Пройсиш-Эйлау городское право и герб.
В январе 1701 года курфюрст Бранденбурга и герцог Пруссии Фридрих III короновал себя королём Пруссии под именем Фридрих I. Пруссия была объявлена королевством.
В 1758—1762 годах во время Семилетней войны Восточная Пруссия была оккупирована русскими войсками. В 1762 году был заключён Петербургский мир, русские войска были выведены.
В 1802 году произошёл крупный пожар, который нанёс большой ущерб городу.
7-8 февраля (26-27 января) 1807 года вблизи города произошло Прейсиш-Эйлауское сражение между французской и русско-прусской армиями. Русской армией командовал генерал Леонтий Беннигсен, французской армией командовал император Наполеон I. С 7 февраля по 17 февраля 1807 года в доме на бывшей Ландсбергской улице располагалась главная квартира Наполеона (теперь Центральная улица). На доме № 19 по Центральной улице установлена мемориальная доска.
В 1856 году на юго-восточной окраине города по проекту архитектора Августа Штюлера был сооружён обелиск в честь сражения.
С 1752 года по 1818 год город в составе Бранденбургского округа, администрация которого находилась в городе Бранденбург.
1 февраля 1818 года в административном округе Кёнигсберг был образован новый район Кройцбург с администрацией в Кройцбурге. Но 1 апреля 1819 года вновь изменились границы, название и уездный центр района. Администрация была переведена в Пройсиш-Эйлау, и соответственно стал назывался и район
С 1818 по 1945 год — центр района Пройсиш-Эйлау, который в первый год своего существования район носил название район Кройцбург.
1 апреля 1819 года Пройсиш-Эйлау стал административным центром одноимённого округа.
С 1835 года выходила окружная газета «Preußisch Eylauer Kreisblatt». В 1861 году построено новое здание Королевского учительского института. В 1866 году открыто железнодорожное сообщение с Кёнигсбергом (ныне Калининград) и Бартенштайном (ныне Бартошице, Польша).
Во время Первой мировой войны, город в 1914 году на короткий срок был оккупирован частями Русской императорской армии, произошла Абшвангенская резня. Активных боевых действий в городе не велось.
В 1928 году в состав города Пройсиш-Эйлау вошёл Генриеттенхоф (нем. Henriettenhof) — поместная деревня (нем. Gutsdorf) и амтсдорф (нем. Amtsdorf); ныне — ул. Трактористов.
В 1932 году в старом особняке, у стен бывшего орденского замка был открыт окружной краеведческий музей.
В 1939 году, после вторжения вермахта в Польшу в 7,5 км северо-западнее города Прейсиш-Эйлау появился немецкий лагерь военнопленных, где содержались поляки, французы, а затем, после 1941 года, и красноармейцы.
10 февраля 1945 года в ходе Восточно-Прусской операции Великой Отечественной войны советские войска овладели городом.
В 1945 году несколько месяцев входил в состав Польши, с осени 1945 года в составе СССР (РСФСР).
Весной 1946 года руководство СССР решило начать кампанию по переименованию городов Кёнигсбергской области, и прежде всего районных центров. Совет министров СССР (председатель И. В. Сталин) поручил Совету министров РСФСР (председатель М. И. Родионов) подготовить проект административного устройства Кёнигсбергской области. В июле 1946 года переименовали Кёнигсберг в Калининград, а через два месяца и районные центры. Для Прейсиш-Эйлау рассматривалось название Прусская Илава. Однако 7 сентября 1946 года Прейсиш-Эйлау переименовали в Багратионовск — в честь русского полководца, героя Отечественной войны 1812 года генерала Петра Ивановича Багратиона, который в 1807 году участвовал в сражении под Прейсиш-Эйлау.
В 1961 году территорию замка и форбурга передали Багратионовской конторе райпотребсоюза.

## Население
| 1959  | 1970  | 1979  | 1989  | 1996  | 1998  | 2000  | 2001  | 2002  | 2005  | 2006  |
| ----- | ----- | ----- | ----- | ----- | ----- | ----- | ----- | ----- | ----- | ----- |
| 4438  | ↗5563 | ↗6049 | ↗6728 | ↗7300 | ↗7400 | →7400 | →7400 | ↘7216 | ↘6900 | ↘6800 |
| 2007  | 2008  | 2009  | 2010  | 2011  | 2012  | 2013  | 2014  | 2015  | 2016  | 2017  |
| ↘6700 | ↘6600 | ↘6591 | ↘6400 | →6400 | ↗6462 | ↘6292 | ↘6229 | ↘6197 | ↗6317 | ↗6409 |
| 2018  | 2019  | 2020  | 2021  | 2023  |       |       |       |       |       |       |
| ↗6482 | ↘6304 | ↗6388 | ↗6417 | ↘6379 |       |       |       |       |       |       |

На 1 января 2025 года по численности населения город находился на 1033-м месте из 1124 городов Российской Федерации.
Согласно переписи 1989 года, в Багратионовске проживало 6728 человек, в том числе 3607 мужчин и 3121 женщина.
Национальный состав
По итогам переписи населения 2020 года проживали следующие национальности (национальности менее 0,1 % и другое, см. в сноске к строке «Другие»):
| Национальность | Численность, чел. | Доля     |
| -------------- | ----------------- | -------- |
| Русские        | 5702              | 88,86 %  |
| Украинцы       | 107               | 1,67 %   |
| Белорусы       | 78                | 1,22 %   |
| Армяне         | 68                | 1,06 %   |
| Азербайджанцы  | 32                | 0,50 %   |
| Татары         | 29                | 0,45 %   |
| Немцы          | 20                | 0,31 %   |
| Лезгины        | 18                | 0,28 %   |
| Литовцы        | 13                | 0,20 %   |
| Поляки         | 10                | 0,16 %   |
| Даргинцы       | 7                 | 0,11 %   |
| Другие         | 333               | 5,18 %   |
| Итого          | 6417              | 100,00 % |

## Экономика
Промышленность: машиностроение (холодильное и торговое оборудование), мебельное производство, пищевая, переработка сельхозпродукции.
ПАО «Багратионовский мясокомбинат»(в процессе банкротства), АООТ «Багратионовский сырзавод» (закрыт).
12 сентября 2014 года на территории индустриального парка «Экобалтик» открыт первый в регионе фармацевтический завод.

## Социальная сфера

### Учреждения образования
- Средняя общеобразовательная школа[29].
- Вечерняя (сменная) общеобразовательная школа[29].
- Детский дом «Колосок».
- Центр психолого-педагогической и социальной помощи Багратионоского городского округа.

### Учреждения культуры
В 1993 году открылся музей истории края. Имеется дом культуры.

### Гостиницы и рестораны
- «Багратионовск»[3].
- «Серый Гусь», официальный сайт.
- «Ной».

## Историко-архитектурные памятники

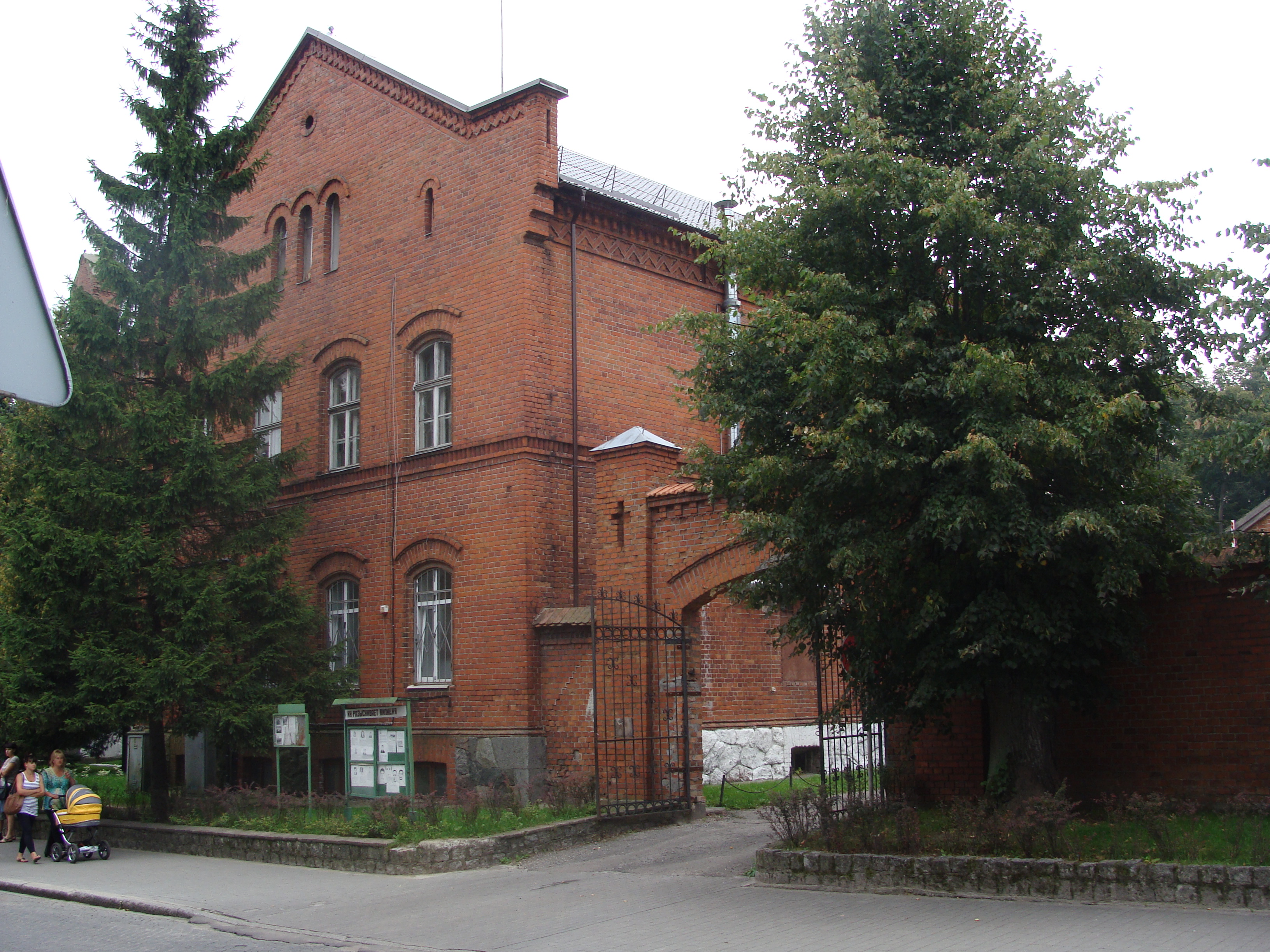
Здание Королевской учительской семинарии, 1861. Сейчас расположены окружная администрация, управление Пенсионного фонда РФ, отдел МВД РФ, отдел по вопросам миграции.
Церковь Веры, Надежды, Любови и матери их Софии (1995 год).
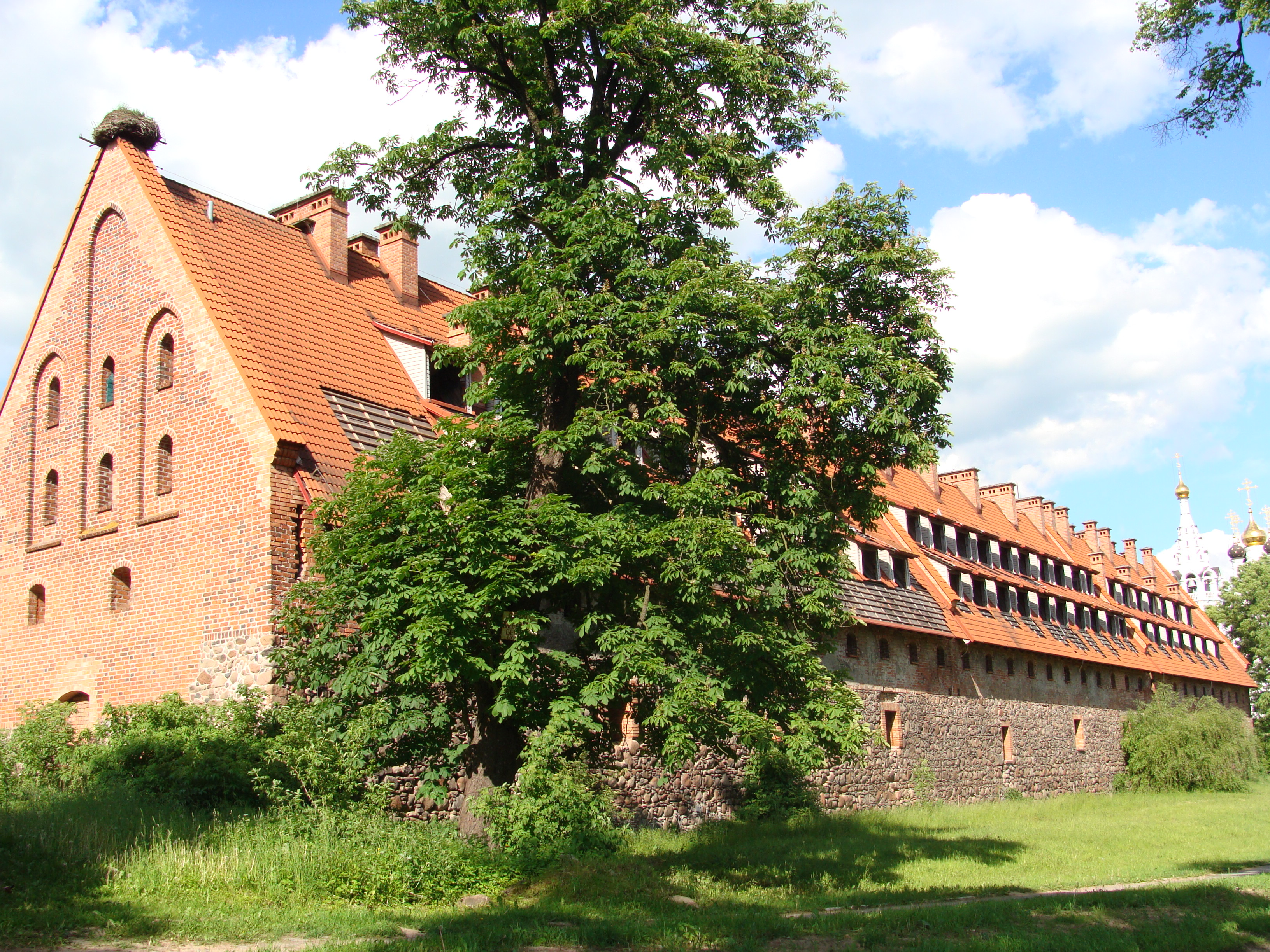
Сохранившийся Форбург замка Прейсиш-Эйлау (1330 г).

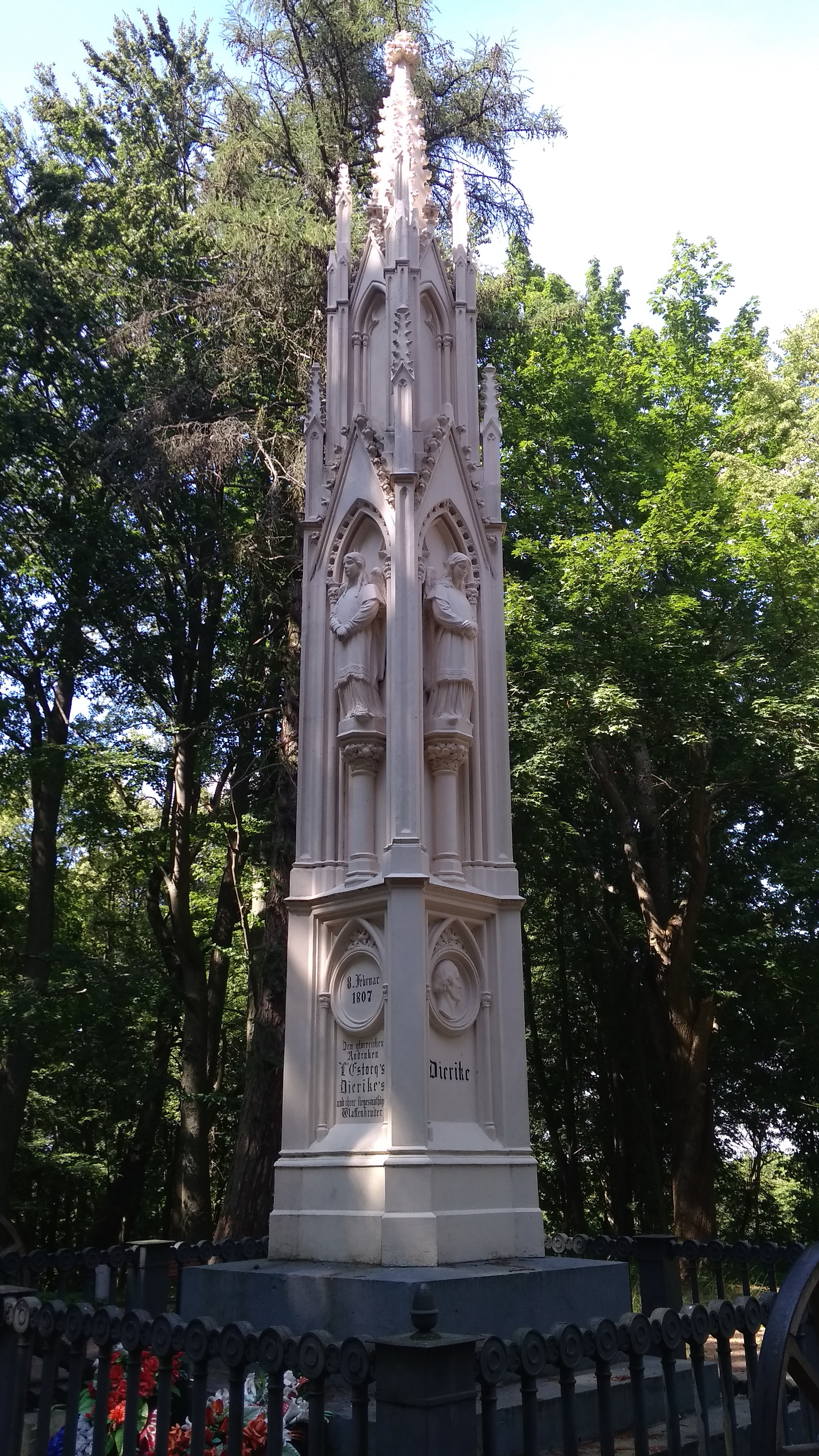
Фрагмент памятника в честь сражения при Прейсиш-Эйлау, архитектор Ф. А. Штюлер, 1856 г.

Объект культурного наследия федерального значения:
- памятник в честь сражения при Прейсиш-Эйлау.

Объекты культурного наследия регионального значения:
- руины замка Прейсиш-Эйлау (1325 год основания),
- форбург замка Прейсиш-Эйлау (XIV век), возведённого в 1330 году при магистре Вернере фон Орзельне,
- здание бывшей Королевской семинарии (1861),
- музей истории края, здание бывшего управления округа Прейсиш-Эйлау.

Объекты культурного наследия местного значения:
- памятник П. И. Багратиону в центре города,
- водонапорная башня 1913 года по улице Багратиона,
- водонапорная башня 1938 года по Железнодорожной улице,
- здание окружного суда начала XX века,
- мемориальное кладбище, крупный мемориал[31], посвящённый Великой Отечественной войне.

Прочие достопримечательности:
- бывшая орденская кирха XIV века, переделанная в заводской корпус,
- церковь святых мучениц Веры, Надежды, Любови и матери их Софии,
- камень с надписью «Город основан в 1336 году» из замка Бальга[3].

## Города-побратимы
| Страна   | Город-побратим  | Год установления связи |
| -------- | --------------- | ---------------------- |
| Германия | Ферден (Аллер)  | -                      |
| Польша   | Бартошице       | -                      |
| Польша   | Гурово-Илавецке | -                      |
| Польша   | Корше           | -                      |
| Литва    | Ионава          | -                      |